# Emmett Wright
Emmett McClendon Wright (* 22. Mai 1941 in Birmingham (Alabama); † 31. März 2024 in Orlando (Florida)) war ein US-amerikanischer Jazzmusiker (Posaune, Arrangement), der sich vor allem in Orchestern und Ensembles der US-Marine hervortat.

## Leben und Wirken
Emmett Wrights Eltern starben, als er noch ein kleiner Junge war, und sein älterer Bruder Emory und er wurden von der Zwillingsschwester seines Vaters großgezogen. Seine Familie zog nach Dallas, dann nach New Orleans, wo er im Alter von acht Jahren Posaune lernte. Bald darauf begeisterte er sich für Dixieland, der zu einer lebenslangen Leidenschaft wurde. Später zog er nach Miami, besuchte und absolvierte die Miami Jackson Senior High School und spielte in der Band und im Orchester.
Nach seinem Abschluss 1959 meldete er sich im Februar 1960 als Musiker bei der United States Navy. Nach Abschluss der Rekrutenausbildung in Great Lakes, Illinois und Studium an der Navy School of Music in Washington, DC wurde er der Commander Seventh Fleet Band in Yokosuka zugeteilt. Dort diente er an Bord der Flaggschiffe USS Saint Paul und USS Oklahoma City. Nachdem er seine erste Dienstreise beendet hatte, kehrte er 1963 aus Japan nach Hause zurück, um Darlene Sturrup zu heiraten.
Das Paar war in San Diego stationiert, wo Wright der Naval Training Center Band zugeteilt wurde. Danach diente er an Bord der Canberra im Rahmen der WestPac-Kreuzfahrt, die 1965 zur Unterstützung des US-Einsatzes im Vietnamkrieg eingesetzt wurde. Als er 1966 aus Vietnam nach Hause zurückkehrte, diente er bei der Naval Shipyard Band in Long Beach. Anschließend war er bei der Navy Band auf der Naval Air Station Kodiak, 1968 in Orlando stationiert. Emmett wurde der Marinekapelle im neuen Naval Training Center Orlando zugeteilt. Ein Jahr später, 1969, gewann er ein Vorspielen für die United States Navy Band in Washington, D.C.
Nachdem Wright der DC-Band zugeteilt wurde, schloss er sich dem Jazzensemble The Mariners an. Diese Band war auch die Formation des allerersten Rockmusik-Ensembles der Navy Band, Port Authority. Später wurde diese Band zur ersten Soul-Band des US-Militärs. Mit Port Authority tourte er weltweit und nahm mehrere Alben auf, von denen eines von Phil Ramone produziert wurde. Die Band war während des Vietnamkrieges maßgeblich an den Rekrutierungsbemühungen an afroamerikanischen High Schools und Colleges beteiligt. Er betätigte sich für die US Navy Port Authority Soul Band auch als Songwriter; von Wright stammt „Can't Get Up If I Can't Get Down“, erschienen auf der Kompilation Straight Ahead - Jazz, Soul and Funk Obscurities from Around the Globe. 1973 wurde er der US Naval Academy Band in Annapolis zugeteilt. Dort spielte er im Jazzensemble Next Wave und in der Dixieland-Band Original Crabtowne Stompers.
Nach 20 Jahren im Militärdienst zog sich Wright 1979 im Rang des Musician Chief Petty Officer aus der Marine zurück und kehrte mit seiner Familie zurück nach Orlando, wo er als Posaunist bei der Circus World Band, der Rosie O’Grady’s Good Times Jazz Band und bei Walt Disney World arbeitete. Außerdem trat er auf lokaler Ebene in ganz Orlando auf. Aufnahmen entstanden 1982 mit Stan Mark & His New Big Band. Zudem war er als Immobilienmakler für Coldwell Banker tätig und gründete später ein Unternehmen als Klavierstimmer. Seine letzten Auftritte fanden hauptsächlich mit der Good Times Jazz Band und der The Gentlemen of Jazz Dixieland Band statt, mit der er 14 Jahre lang auftrat.

## Diskographische Hinweise
- United States Navy Port Authority Soul Band: Together (1974)